# Союз дівчаток

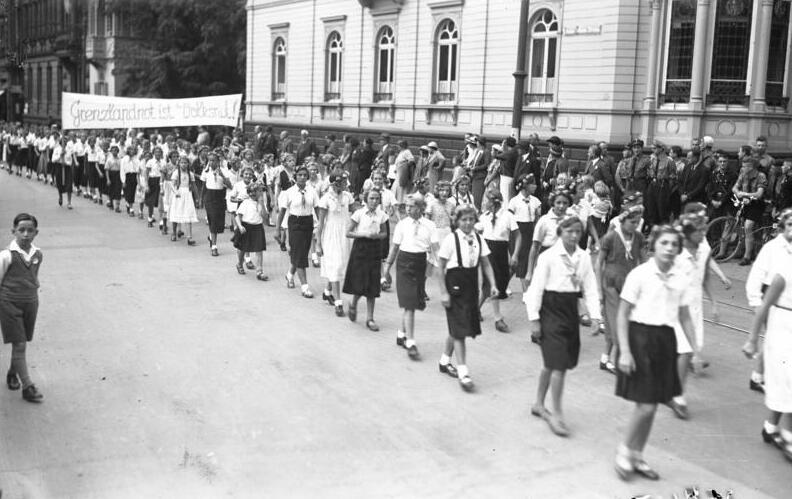
Марш Союзу дівчаток у Вормсі, 1933 рік

Союз дівчаток (нім. Jungmädelbund, JM) — молодша вікова група жіночої молодіжної організації Союз німецьких дівчат, яка входила до складу Гітлер'югенду (від 10 до 14 років).
Організація німецькою мовою називається Jungmädelbund, у зв'язку з чим у сучасній історичній літературі назву організації зазвичай скорочують як JM. Оскільки це була організація дівчат, то вона перебувала в складі Союзу німецьких дівчат, який очолював єдиний голова Гітлер'югенду Бальдур фон Ширах (якого пізніше змінив на цій посаді Артур Аксман).

## Вимоги до членства
Організація була створена в 1931 році. Після Гляйхшальтунг в 1933 році, Союз німецьких дівчат став єдиною організацією дівчат. Усі інші групи, включаючи церковні групи та скаутські організації, були або поглинені Гітлер'югендом, або заборонені. В 1936 році «Закон про Гітлер'югенд» зробив членство в Союзі обов'язковим для усіх дівчат віком від 10 років та старше. В цьому ж законі було вказано про обов'язкову участь в Гітлер'югенді для усіх хлопчиків віком від 10 років. Нові члени мали зареєструватися в період з 1 до 10 березня кожного року. Реєстрація проводилася в місцевих відділеннях Союзу німецьких дівчат. Дівчата мали закінчити четвертий клас та відповідати наступним вимогам:
- бути расово/етнічно частиною німецької нації;
- бути громадянкою Німеччини;
- не мати спадкових захворювань.

Якщо дівчинка відповідала цим вимогам, то вона розподілялася в групу Союзу німецьких дівчат за місцем свого проживання. Для того щоб стати повноправним членом, вона мала відвідувати підготовчі курси, які полягали в її участі в одному з засідань Союзу, одному спортивному дню, який мав включати в себе перевірку її мужності, та лекції про завдання Союзу німецьких дівчат.
Після того як вона виконувала ці вимоги, відбувалась церемонія вступу нових членів до лав Союзу 20 квітня — в день народження Гітлера. Під час цієї церемонії нові члени приводилися до присяги, їм видавали Свідоцтва про членство, особисто вітав лідер групи.
Для того щоб стати повноправним членом, кожна дівчинка мали пройти через певні випробування: узяти участь в одноденній поїздці з групою та низці спортивних випробувань. Дівчинці давалось шість місяців, щоб пройти зазначені випробування для повноправних членів Союзу. 2 жовтня кожного року ті, хто пройшов випробування, ставали повноправними членами під час іншої церемонії, де дівчатам офіційно надавалося право носити чорну краватку, ремінь та коричневу шийну хустину з вузлом зі шкіри.
Дівчата з JM носили форму, яка складалася з білої блузи, синьої спідниці, білих шкарпеток та коричневих черевиків.
Дівчинка була членом Союзу, перебуваючи в групі до 14 років, після чого вона переходила до Союзу німецьких дівчат.